# Coltello da tavola

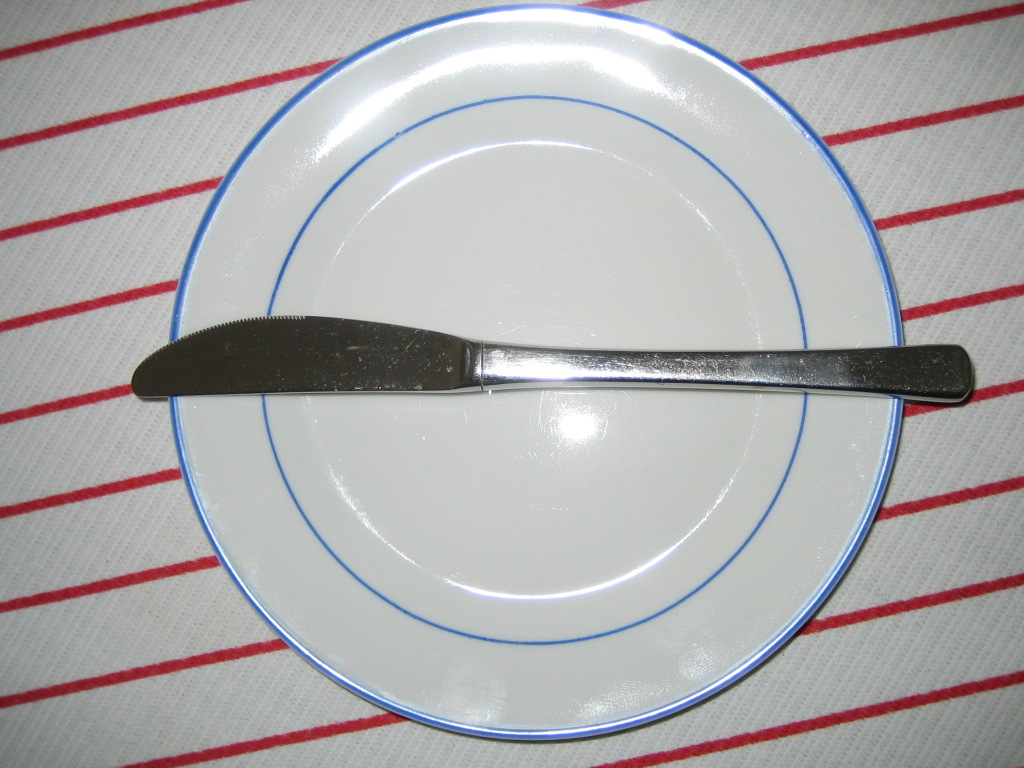
Coltello da tavola sul piatto

Il coltello da tavola è una posata usata per tagliare i cibi a tavola.
Può essere interamente in metallo o costituito da due parti assemblate: la lama in acciaio, oggi in acciaio inox, e il manico, che può essere in legno o plastica, nei servizi di posate preziosi in porcellana e argento.
Per la ristorazione veloce o per occasioni in cui non vi è la possibilità di lavare le posate, come picnic o feste, ci sono coltelli in plastica usa e getta anche imbustati, in genere con forchetta, cucchiaio e tovagliolo di carta, per motivi igienici; non sono molto robusti né affilati.

## Tipi[2]
- Coltello da tavola grande, nel coperto viene posto a destra del piatto
- Coltello da tavola piccolo, come il coltello grande ma un poco più corto
- Coltello da frutta, di misura media, viene posto in alto, vicino ai bicchieri
- Coltello da carne, ha la lama seghettata, serve per tagliare piatti di carne come la bistecca alla fiorentina o il barbeque.

### Speciali
- Coltello da pesce, con lama non affilata
- Coltello da caviale, ha la paletta più corta di quello da pesce
- Coltello da ostrica, con lama triangolare molto corta

### Di servizio
Non fanno parte del coperto ma si trovano sulla tavola come pezzi di servizio di uso comune.
- Coltello da formaggio, con punta doppia
- Coltello da burro, con la punta arrotondata
- Coltello tagliagrana, a forma di goccia